# Reacción de Maillard

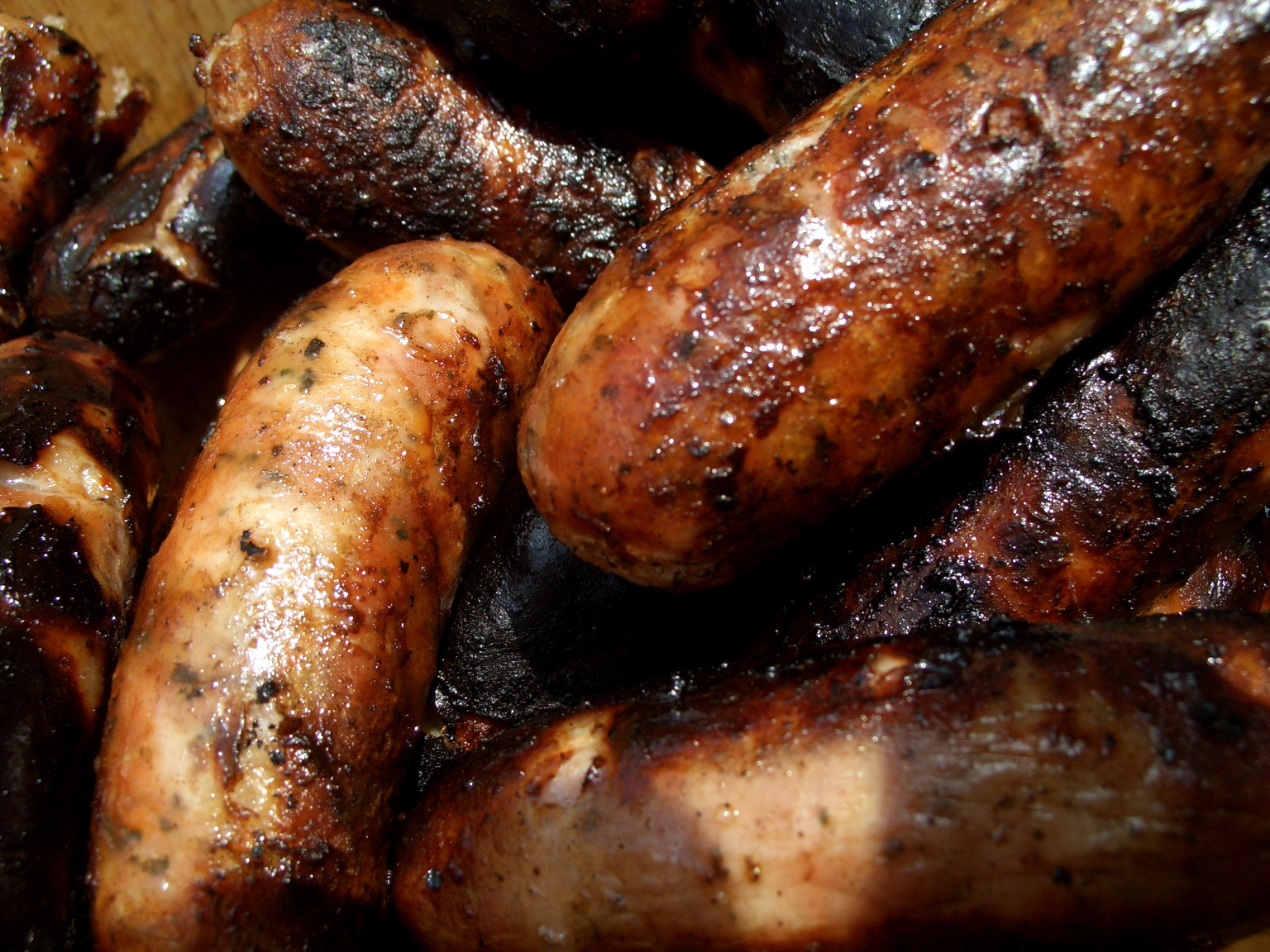
La coloración marrón de la carne asada es generada por la reacción de Maillard.

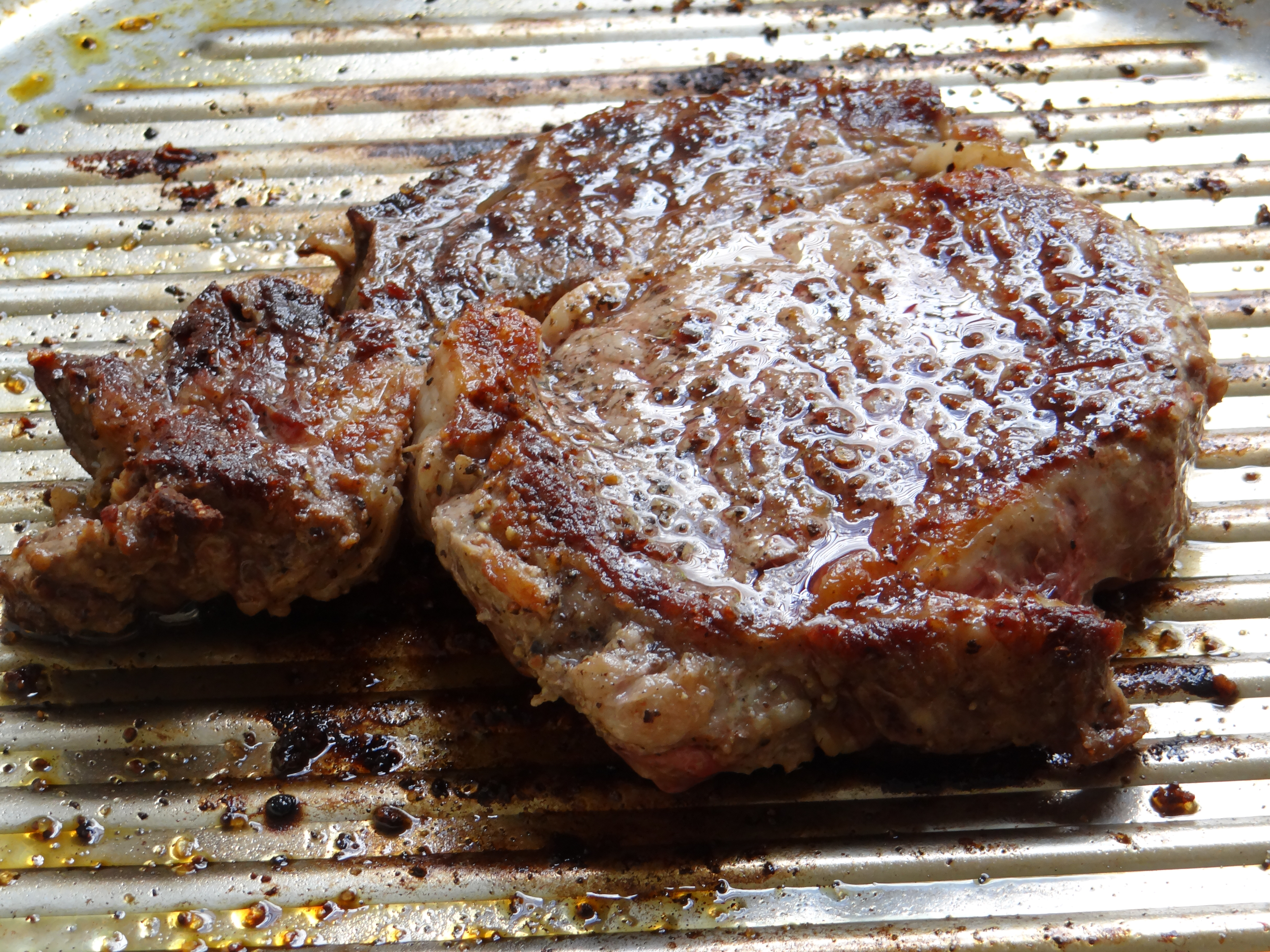
Lomo Delmónico o Ribeye, el cual presenta en su término medio de cocción la reacción de Maillard.

Con el nombre de reacción de Maillard (técnicamente, glucosilación o glicación no enzimática de proteínas) se designa un conjunto muy complejo de reacciones químicas que traen consigo la producción de melanoidinas coloreadas que van desde el amarillo claro hasta el café muy oscuro e incluso el negro, además de diferentes compuestos aromáticos. Para que las transformaciones tengan lugar, son necesarios un azúcar reductor (cetosa o aldosa) y un grupo amino libre, proveniente de un aminoácido o una proteína. La reacción de Maillard puede ocurrir durante el calentamiento de los alimentos o durante el almacenamiento prolongado. A esta reacción se debe el color marrón de la costra de la carne cocinada o del pan cocido al horno. Los productos mayoritarios de estas reacciones son moléculas cíclicas y policíclicas, que aportan sabor y aroma a los alimentos.
El proceso es acelerado en medio alcalino, ya que en medio ácido el grupo amino estaría protonado y consecuentemente dejaría de ser nucleófilo. El tipo de aminoácido que interviene en la reacción determinará el sabor obtenido.

## Historia
Esta reacción la describió por primera vez el químico Louis-Camille Maillard quien en 1912 demostró que los pigmentos marrones y los polímeros que ocurren durante la pirólisis (degradación química producida únicamente por calor) se liberan después de la reacción de un grupo amino con un grupo carbonilo, por lo común un azúcar reductor. No fue sino hasta el año 1953 cuando el químico John E. Hodge describió el mecanismo de las complejas interacciones que se producen. Todavía no se han desentrañado todos los aspectos de las reacciones de Maillard.

## Requisitos
La reacción de Maillard es notablemente compleja. Una sencilla ilustración de ello es que la reacción de glucosa con amoníaco arroja la formación de más de quince compuestos, en tanto que la de glucosa con glicina da más de 24.
Aunque las transformaciones de la reacción de Maillard pueden tener lugar en variadas condiciones, los siguientes factores la influyen:
- La reacción se acelera en condiciones de alcalinidad y alcanza un máximo de velocidad a pH 10.
- Las temperaturas elevadas también la aceleran, pero su energía de activación es baja, por lo que también se observa a bajas temperaturas, aún en condiciones de refrigeración.
- Los alimentos de humedad intermedia son los más propensos, pues una actividad acuosa menor de 0.6 no permite la movilidad de los reactantes, mientras que en una por encima de 0.9 el agua, por ser producto de la propia reacción, ejerce una acción inhibidora.
- El tipo de aminoácido involucrado es decisivo, pues los aminoácidos serán más reactivos conforme aumente el tamaño de la cadena y tengan más de un grupo amino.
- Los azúcares reductores que más favorecen la reacción de Maillard son, primero, las pentosas y, luego, las hexosas; asimismo, las aldosas actúan más fácilmente que las cetosas, y los monosacáridos son más eficientes que los disacáridos.
- Finalmente, metales como el cobre y el hierro tienen un efecto catalizador.

## Fases
En la reacción de Maillard hay tres fases sucesivas, que se enumeran a continuación:
1. Etapa inicial: No hay producción de color. En esta fase se produce la unión entre los azúcares y los aminoácidos. Se obtiene una glucosamina que sufrirá  la transposición de Amadori,[5] punto de partida de las posteriores reacciones de dorado o tostado.
2. Etapa avanzada: Hay formación inicial de colores amarillos muy ligeros, así como la producción de olores algo desagradables. En esta fase se produce la deshidratación de azúcares formándose las reductonas o dehidrorreductonas y tras esto se sobreviene  la degradación de Strecker, donde se generan aldehídos o cetonas  de Strecker que son compuestos con bajo peso molecular fácilmente detectables por el olfato,  además     paralelamente un conjunto de reacomodamientos y deshidrataciones que dan   también compuestos volátiles.
3. Etapa final: Aquí se produce la formación de los conocidos pigmentos oscuros que se denominan melanoidinas; el mecanismo no es completamente conocido, pero es seguro que implica la polimerización de muchos de los compuestos formados en la segunda fase.

## En los alimentos
La reacción de Maillard, uno de los mecanismos de 'pardeamiento no enzimático' de los alimentos, genera muchos de los colores, sabores y aromas existentes en los alimentos:
- Galletas: el color tostado del exterior de las galletas genera un sabor característico.
- El caramelo elaborado con nata, mantequilla y azúcar, también llamado toffee.
- Es la causante del color marrón en el pan al ser tostado.
- El color de alimentos como la cerveza, el café, y el sirope de arce.
- El sabor de la carne asada y de las cebollas cocinadas en la sartén cuando se empiezan a oscurecer.
- El color del dulce de leche, obtenido al calentar la leche con el azúcar es producto de varios mecanismos de pardeamiento no enzimático, entre ellos la reacción de Maillard.[6]

El compuesto 6-acetil-1,2,3,4-tetrahidropiridina (1) es el que causa el olor de las galletas o en el pan, palomitas de maíz, productos de tortilla. El compuesto químico 2-acetil-1-pirrolino (2) es el responsable de los sabores aromáticos en las variedades de arroz cocinado. Ambos compuestos tienen un nivel olfativo por debajo de 0.06 ng/L.

### Efectos negativos en alimentos
- Disminución del valor nutritivo y alteración de las características organolépticas, al verse implicados aminoácidos esenciales y vitaminas tales como la K y C.
- Disminución de la solubilidad y digestibilidad de las proteínas.
- Algunos productos resultantes de la reacción son potencialmente tóxicos, como las melanoidinas (a altas concentraciones) y pirazinas que poseen capacidad mutagénica en ciertas condiciones de temperatura, al contribuir a la producción de otras sustancias tóxicas cancerígenas, como las nitrosaminas.[cita requerida]

## Empleo en la cocina
Cuando se cocina lentamente un conjunto de verduras (que contienen azúcares) y se les añade un alimento con contenido proteínico aparece la reacción de Maillard. El resultado final es la generación de una concentración de sabores y un tostado superficial del alimento, consiguiendo efectos muy sabrosos. Es muy importante que la intensidad del calor emitido por el foco calorífico sea directamente proporcional al grosor de la pieza calentada, y que éste se aplique durante el tiempo justo, para no llegar a quemarlo ni resecarlo por exceso de cocción (esto produce efectos nocivos). Los alimentos que se hacen a la plancha pueden ser piezas pequeñas, o ir algo troceados. En cambio, en el horno pueden hacerse piezas más grandes o alimentos sin trocear.
Para acelerar la reacción se pueden emplear soluciones de azúcares en las proteínas. Por ejemplo, el pato laqueado al estilo Pekín es cubierto durante varios días con una capa de miel. A la inversa, los alimentos con azúcares o almidón pueden rociarse con una solución de proteínas hidrolizadas como la salsa de soja, que acelera la aparición de un color dorado. Ya que los azúcares sencillos reaccionan más rápido, muchas salsas para barbacoa contienen algún ácido, como jugo de limón o vinagre. que rompen la sacarosa del azúcar común en fructosa y glucosa.

## Efectos nocivos
La ingesta de un producto previamente glicosilado, lo cual sucede cuando los alimentos son sometidos a elevadas temperaturas o a radiaciones ionizantes en los procesos de esterilización (lo que acelera la glicosilación no enzimática de las proteínas mediante la reacción de Maillard), hace que este se comporte como una glucotoxina; favoreciendo el desarrollo de diabetes mellitus tipo II.[cita requerida]